# Bougourouslan
Bougourouslan (en russe : Бугуруслан) est une ville de l'oblast d'Orenbourg, en Russie, et le centre administratif du raïon de Bougourouslan. Sa population s'élevait à 48 546 habitants en 2020.

## Géographie
Bougourouslan est arrosée par la rivière Bolchoï Kinel (bassin de la Volga) et se trouve à 157 km au nord-est de Samara, à 273 km au nord-ouest d'Orenbourg et à 983 km au sud-est de Moscou.

## Histoire
La fondation officielle de Bougourouslan remonte à 1748, lorsque des paysans et artisans russes s'établissent dans un village bachkir préexistant. Le nom du village de Bougourouslan vient du bachkir : Arslan signifie « loups » et Bouga « taureau ».
En 1781, Bougourouslan accède au statut de ville et de centre administratif de l'ouiezd Bougouroulanski, ce qu'elle est restée jusqu'à la réforme administrative des années 1920. La ville se développe au XIXe siècle comme un important marché pour les céréales, la cire, le cuir, le bétail et la laine.
En 1843, selon des documents d'archives, Bougourouslan avait 3 589 habitants. En 1861, la population atteint 6 291 habitants et la ville possède une bibliothèque, un lycée et un hôpital. L'arrivée du chemin de fer, en 1888, permet le développement de l'industrie.
En 1934, à l'occasion d'une réforme administrative, la ville est rattachée à l'oblast d'Orenbourg et devient le centre administratif du raïon Bougourouslanski.
Après la découverte de pétrole dans les environs de Bougourouslan, en 1936, l'industrie pétrolière se développe.

## Population
Recensements (*) ou estimations de la population :
| 1843  | 1856  | 1861  | 1897*  | 1926*  | 1939*  | 1959*  |
| ----- | ----- | ----- | ------ | ------ | ------ | ------ |
| 3 589 | 5 400 | 6 291 | 12 109 | 17 607 | 20 872 | 42 476 |

| 1970*  | 1979*  | 1989*  | 2002*  | 2010*  | 2014   | 2015   |
| ------ | ------ | ------ | ------ | ------ | ------ | ------ |
| 49 451 | 54 360 | 54 097 | 53 893 | 49 741 | 49 971 | 49 870 |

| 2016   | 2017   | 2018   | 2019   | 2020   | - | - |
| ------ | ------ | ------ | ------ | ------ | - | - |
| 49 845 | 49 585 | 49 654 | 48 669 | 48 546 | - | - |

## Économie
Bougourouslan est l'un des centres de l'industrie pétrolière dans le bassin pétrolier Volga-Oural et le siège de la compagne pétrolière Bougouoruslanneft. La ville compte aussi une fabrique de meubles, une usine de construction mécanique, une fabrique de vêtements ainsi que des entreprises de l'industrie alimentaire.